# ガイウス・プラウティウス・デキアヌス
ガイウス・プラウティウス・デキアヌス（Gaius Plautius Decianus）は紀元前4世紀の共和政ローマのプレブス（平民）出身の政治家・軍人。紀元前329年に執政官（コンスル）を務め、シケリアのディオドロスによれば翌年も執政官に就任している。但し、ティトゥス・リウィウスはこれを否定しており、従って紀元前328年の執政官には二つの説がある。

## 執政官（紀元前329年）
紀元前329年執政官に就任。同僚執政官はルキウス・アエミリウス・マメルキヌス・プリウェルナスであった。ガリア人が南進しているとの噂が流れたため、両執政官は軍団の編成を開始した。しかし、これは誤報であったため、ルキウス・アエミリウスはガイウス・プラウティウスの軍を合わせ、両執政官はプリウェルヌム（現在のプリヴェルノ）の攻略を開始した。プリウェルヌムは陥落し、両執政官ともにローマに戻って凱旋式を実施している。ルキウス・アエミリウスのアグノーメン（添え名）であるプリウェルナスはこの勝利に由来するもので、彼の子孫はこの名を名乗った。
プリウェルヌムの住民の対する処置に関しての議論が元老院で行われた際、ガイウス・プラウティウスは寛大な処置を求めている

## 監察官（紀元前312年）
シケリアのディオドロスによると、ガイウス・プラウティウスは第二次サムニウム戦争中の紀元前312年にアッピウス・クラウディウス・カエクスと共に監察官（ケンソル）に選ばれている。後には監察官は元執政官が就任する職となったが、この時点ではそのような決まりは無く、アッピウス・クラウディウスはまだ28歳の若者であった。1年半の任期の後、ガイウス・プラウティウスはアエミリウス法（紀元前433年）に従って辞任したが、アッピウス・クラウディウスは辞任を拒否し、一人で監察官職を続けた。
アッピウスは監察官として解放奴隷の息子をローマ市民とし、彼らが元老院に入れるようにした。さらに、土地を所有しないものにも各種の役職を選出するための投票権を与えた。これらの政策は下層階級の不満を抑制し、戦争遂行のために必要な税金や労役を、彼らに負担させることが可能になった。またアッピア街道の建設者として後世に名前を残している。

## 参考資料

### 古代の資料
- ティトゥス・リウィウス『ローマ建国史』
- シケリアのディオドロス『歴史叢書』

### 近代の研究
- Smith, William, Dictionary of Greek and Roman Biography and Mythology, Vol. II, Little, Brown & Co., Boston, 1867